# V Państwowe Gimnazjum im. Juliusza Słowackiego w Wilnie
V Państwowe Gimnazjum im. Juliusza Słowackiego w Wilnie – polska szkoła średnia o profil rozwojowym, a następnie klasycznym, działające w Wilnie do 1939 roku, początkowo w salach Gimnazjum im. Króla Zygmunta Augusta w Wilnie, a następnie w budynku sąsiadującym z Gimnazjum im. Adama Mickiewicza w Wilnie. W latach 20. kierownikiem Gimnazjum był Benedykt Stanisław Bińkowski, w 1925 mianowany dyrektorem. Z dniem 1 lipca 1938 dotychczasowe Państwowe Gimnazjum im. Juliusza Słowackiego w Wilnie zostało przekształcone w państwową szkołę średnią ogólnokształcącą, składającą się z czteroletniego gimnazjum i otrzymało nową nazwę V Państwowe Gimnazjum im. Juliusza Słowackiego w Wilnie.